# Витале, Катерина
Катерина Витале (Caterina Vitale) (1566—1619) — первая женщина-фармацевт на Мальте.
Родилась в Греции, гречанка. Известна также по именем «La Speziala» (женщина-химик).
Около 1581 года вышла замуж за Этторе Витале, фармацевта ордена госпитальеров. После его смерти в 1590 году унаследовала его фирму, задачей которой было снабжение лекарствами госпиталя Sacra Infermeria. Сама готовила врачебные препараты.
Оказалась успешной предпринимательницей и быстро разбогатела. Известна как покровитель монашеского ордена кармелитов.
Своих детей у неё не было, и она взяла приёмную дочь Изабеллу (Изабеллику). Когда та выросла, они поссорились и перестали общаться.
Катерина Витале умерла в 1619 году в Сиракузах, похоронена в церкви кармелитов в Валлетте.
Завещала большую часть состояния и замок Сельмун (Selmun Palace) организации Monte della Redenzione degli Schiavi, которая занималась выкупом мальтийцев, попавших в турецкое рабство. Также завещала деньги Мальтийскому ордену, племяннице, Греческой церкви. Дочери не оставила ничего.